# كورويتسو سان في إدارة أبحاث وتطوير البشر الخارقين
كورويتسو سان في إدارة أبحاث وتطوير البشر الخارقين (بالإنجليزية: Kaijin Kaihatsubu no Kuroitsu-san)‏ هي سلسلة مانغا يابانية تم نشرها لأول مرة في أبريل 2019 ومن المقرر عمل مسلسل أنمي سيعرض في يناير 2022.